# Rábcakapi
Rábcakapi [rábca-kapi] (chorvatsky Kuopje, německy Rabnitzhof) je obec v Maďarsku v župě Győr-Moson-Sopron, spadající pod okres Csorna. Nachází se asi 12 km severozápadně od Csorny a asi 34 km západně od Győru. V roce 2015 zde žilo 160 obyvatel. Dle údajů z roku 2011 tvoří 98,2 % obyvatelstva Maďaři, 1,2 % Němci a 0,6 % Arméni, přičemž 0,6 % obyvatel se ke své národnosti nevyjádřilo.
V obci se vzhledem k tomu, že většina obyvatel je protestantského vyznání, nenachází žádný katolický, ale pouze evangelický kostel. Obcí procházejí vedlejší silnice 8509 a 8528. Severně od obce protéká řeka Rábca, podle níž byla pojmenována.

## Sousední obce
| Růžice kompasu | Jánossomorja |               | Lébény     | Růžice kompasu |
| Růžice kompasu |              | Sever         | Tárnokréti | Růžice kompasu |
| Růžice kompasu | Rábcakapi    |               | Tárnokréti | Růžice kompasu |
| Růžice kompasu | Jih          |               | Tárnokréti | Růžice kompasu |
| Růžice kompasu | Bősárkány    | Markotabödöge | Cakóháza   | Růžice kompasu |